# 小川よりこ
小川 よりこ（おがわ よりこ、1952年10月7日 - ）は、神奈川県出身の日本の女優。現代制作舎所属。

## 来歴
芸名は「稲川順子」「小川順子」「小川より子」「小川依子」と幾度か変更していた時期もある。70年代末には、稲川順子名義で時代劇のゲストとしてヒロイン役を演じたこともある。
1度だけ日活ロマンポルノ映画に出演経験がある。その作品は、にっかつロマンポルノ『愛欲の日々・エクスタシー』(1984)で、小川より子名義で主演しヌードを披露、大胆な濡れ場を見せた。同時期、雑誌でもヌードになっている。

## 近況
2006年には映画「長州ファイブ」に出演した。
現在も演技への情熱を持ち続け、女優業を続けている。

## 出演

### テレビドラマ
- 刑事くん 第4部（1975年、TBS）
- いろはの"い" 第25話「時効」（1977年、NTV・東宝） - 看護婦
- 俺たちの朝 第42話「芸術の秋とチャンスとどうしてこうなるの？」（1977年、NTV・東宝） - 東京美術大学生
- 白い荒野（1977年、TBS・国際放映） - 秘書
- 大追跡 第15話「黒い影」（1978年、NTV・東宝） - 足柄役所職員
- 恐竜戦隊コセイドン 第43話「燃えろ 人間大砲コセイダー」（1979年、12ch・円谷プロ） - シラキ・サオリ
- 新・座頭市
  - 第2シリーズ　第7話「遠い昔の日に」 （1978年、CX）
  - 第3シリーズ　第11話「人情まわり舞台」，第26話「夢の旅」 （1979年、CX)
- 遠山の金さん (1979年、ANB/東映）第2シリーズ第7話「八百八町の星が泣いた」 - お時
- 日曜恐怖シリーズ「穴の牙」（1979年、KTV）
- Gメン'75 第262話「真夜中の偽装殺人」（1980年、TBS・東映） - しのぶ
- ゆるしません!（1980年、KTV） - 長女・千代子
- 徳川家康（1983年、NHK大河ドラマ）
- 月曜ドラマランド いじわる看護婦（1985年、CX）
- 少年（1986年10月25日、NHK総合）
- 銭形平次 第23話「五年ぶりの給金」（1987年、NTV / ユニオン映画） - お道
- 土曜ドラマスペシャル 東北四大祭り殺人事件（1988年、TBS）
- 名奉行 遠山の金さん 第1シリーズ 第16話「花嫁衣裳が泣いた」（1988年、ANB / 東映） - お松 役
- 勝手にしやがれヘイ!ブラザー 第5話（1989年、NTV） - クラブのママ 役
- ハイツがトラブル（1990年、KTV）
- 水曜グランドロマン 妻たちの社宅戦争II（1991年、NTV）
- 彼女たちの時代（1999年、CX）
- 3年B組金八先生 第6シリーズ（2001年、TBS） - 紹子
- 女と愛とミステリー 黄金の犬（2001年、TX）
- 月曜ミステリー劇場 検事沢木正夫・殺意の分岐点（2004年、TBS）
- 最後の忠臣蔵（2004年、NHK総合）
- 火曜サスペンス劇場 検事・霞夕子25・愛しき人へ（2005年、NTV）
- 土曜ワイド劇場（ANB）
  - 辻真先の婚約旅行殺人事件シリーズ6 会津磐梯婚前旅行殺人事件（1989年）
  - 牟田刑事官事件ファイル⑯・ヨコハマ偽装心中（1992年）
  - 殺人被害者の妻（2005年）
  - 法医学教室の事件ファイル26・豪華クルーザー殺人パーティー!（2008年）
- 雨やどりの恋 ~うさぎと亀より~（2006年、NTV）

### 映画
- 青い獣　ひそかな愉しみ（1978年、日活）
- 愛欲の日々・エクスタシー（1984年5月25日、にっかつ）
- THE レイプマン3（1994年3月11日） 小川依子名義で特別出演
- 十七歳（2002年、パル企画）
- 不撓不屈(2006)
- 長州ファイブ(2006)

### 舞台
- 夢みた夢子
- イエスマン最後のイエス
- たかが六里
- 寝取られ妄想
- かなかぬち
- 麗しのモナリザ
- ピクニック

### ラジオドラマ
- 東雲楼幻想（1982年）